# 青江舜二郎
青江 舜二郎（あおえ しゅんじろう、1904年11月26日 - 1983年4月30日）は、日本の劇作家、評論家。本名は大嶋長三郎。秋田県秋田市生まれ。

## 経歴
1904年（明治37年）11月26日、薬卸小売商「衛生堂」の長男として茶町梅ノ丁（現在の大町四丁目）に誕生。衛一と命名されるが、1915年（大正4年）、父が逝去したため、その名前を継いで以後は長三郎を名乗る。旧制秋田中学（現在の秋田県立秋田高等学校）、旧制第一高等学校を経て、1929年（昭和4年）東京帝国大学文学部印度哲学科卒業。
大学在学中、第九次「新思潮」同人となり、同誌に掲載された戯曲『火』『見物教育』が小山内薫に認められ、師事する。大学卒業後、香川県社会教育主事として高松に赴任するが、劇作に専念するため4年後に再度上京。『河口』『一葉舟』などの戯曲を発表する。1938年（昭和13年）、日中戦争のため召集され中国山西省に渡り、軍司令部参謀部所属の少尉（後に中尉）として宣撫官業務などを担当した。
1946年（昭和21年）、日本に帰国。戦後は『西太后』『黄炎』『実験室』などの戯曲を世に送り出す一方、ラジオドラマや草創期のテレビドラマの脚本も数多く執筆。また、新劇雑誌「悲劇喜劇」の編集に依拠して演劇界の後進の指導にあたり、鎌倉アカデミア、日本大学芸術学部、東京電機大学などでも教鞭を執った。
1958年（昭和33年）、聖徳太子の生涯を独自の仏教観で綴った長編戯曲『法隆寺』で第5回岸田演劇賞を受賞。晩年は、民俗学的見地からの演劇研究書や評伝の執筆に力を注ぎ、主な著書に『演劇の世界史』『日本芸能の源流』『竹久夢二』『石原莞爾』『宮沢賢治　修羅に生きる』『竜の星座』『狩野亨吉の生涯』などがある。
1983年（昭和58年）4月30日、痛風腎による尿毒症のため逝去。墓所は冨士霊園の文学者の墓。
1985年（昭和60年）4月30日、三回忌に際し随想集『引っ越し魔の調書』が刊行。2005年（平成17年）には生誕百年の記念イベントが日本大学芸術学部で催された。
長男で映画監督の大嶋拓の手により、2005年（平成17年）に戯曲作品『水のほとり』『実験室』がCD/DVD化され、2011年（平成23年）4月には、伝記『龍の星霜　異端の劇作家　青江舜二郎』（春風社）が出版された。

## 著作一覧

### 長編戯曲
- 僕達親子 （1929年）
- 河口 （1937年）
- 一葉舟 （1939年）
- 我が祈り我が歌 （1952年）
- 黄炎 （1954年）
- 明治三十三年 （1957年）
- 白帝城 （1957年）
- 風雲島原戦記 （1957年）
- 法隆寺 （1958年）　『法隆寺・河口』（春風社、2010年）
- 西太后 （1961年）
- 干拓 （1968年）
- デクノボー （1975年）

### 短編戯曲
- 火 （1927年）
- 見物教育 （1927年）
- 避暑地です （1927年）
- ねむいのは春のせいだよ （1928年）
- 水のほとり （1928年）
- 子供部屋の盗難事件 （1929年）
- 人気投票 （1930年）
- 崖 （1948年）
- 実験室 （1949年）
- ミシン （1950年）
- 冬のバラ （1951年）
- 振子 （1954年）
- 忘れた尺八 （1955年）
- 孔子の秋 （1956年）
- ゲイとルン （1956年）
- やけどした神様 （1959年）
- むこえらび （1962年）
- その電車に乗っていた （1964年）
- 銃殺 （1969年）
- ジェツチェカ氏 （1970年）
- その朝のひと （1975年）
- 青江舜二郎一幕劇集I （未來社 1957年）
- 青江舜二郎一幕劇集II （未來社 1963年）

### 小説
- 白蛇悲経 （「秋田魁新報」連載 1930年）
- 海につづく国道 （「秋田魁新報」連載 1934年）
- 窃まれた唇 （「秋田魁新報」連載 1951年）
- ラーマのたび （「よみうり少年少女新聞」連載 1955年）

### 脚本（映画）
- 甲賀屋敷 （監督：衣笠貞之助 1949年）
- モンテンルパ望郷の歌 （監督：村田武雄 1953年）

### 評論・随筆
- 仏教に於ける人間の探究 （大島長三郎名義、同文館 1938年）
- 演劇の本質と人間の形成 （誠文堂新光社 1953年）
- 戯曲の設計 （早川書房 1958年）
- 新文芸読本 （東京電機大学出版部 1963年）
- 演劇の世界史 （紀伊國屋新書 1966年、紀伊國屋書店（単行判復刻） 1994年）
- 大日本軍宣撫官 ある青春の記録 （芙蓉書房 1970年）
- 日本芸能の源流 （岩崎美術社 1971年、新版1985年）
- 新文芸講話 （桜楓社 1972年）
- シルクロードのドラマとロマン （芙蓉書房 1973年）
- 仏教人間学 （公論社 1975年）
- 引っ越し魔の調書 大嶋拓編 （私家版 1985年）

### 評伝
- 河口慧海 （世界伝記文庫・国土社 1957年、新版1975年）、児童書
- 竜の星座－内藤湖南のアジア的生涯 （朝日新聞社 1966年）。中公文庫 1980年
  - アジアびと・内藤湖南 （時事通信社 1971年）。改訂版
- 竹久夢二 （東京美術 1971年）。中公文庫 1985年
- 石原莞爾 （読売新聞社 1973年）。中公文庫 1992年（解説村松剛）
- 宮沢賢治－修羅に生きる （講談社現代新書 1974年）
- 狩野亨吉の生涯 （明治書院 1974年）。中公文庫 1987年
- マハートマ・ガンディーの世紀 （未刊行）

### 翻訳
- 堤中納言物語・紫式部日記 （古典文学全集・ポプラ社 1965年）、児童書
- 火の起原の神話 （J・G・フレーザー、角川文庫 1971年、新装復刊1989年）
  - ちくま学芸文庫（改訂新版・解説前田耕作、2009年）
- 先史時代のインド文化 （D・H・ゴードン、紀伊國屋書店 1972年）